# Overgames
Overgames ist ein Essay-Dokumentarfilm von Lutz Dammbeck aus dem Jahr 2015. In ihm begibt sich der Regisseur auf Spurensuche über die Entstehung der TV-Spielshows und ihrem Zusammenhang mit dem US-Konzept der Reeducation-Maßnahmen in Westdeutschland. Hierbei entdeckt Lutz Dammbeck, dass die „Spiele ohne Grenzen“ ihren Ursprung in der Psychiatrie hatten und geht der Frage nach, ob diese nicht auch ein Teil der permanenten Medienrevolution sind.
Er versucht dabei, die Zusammenhänge zwischen Wissenschaft, Medien, Macht, Krieg und Spiel zu ergründen. Das über zweieinhalbstündige Werk nimmt den Zuschauer zu den unterschiedlichsten Orten, Menschen und den Thesen seiner aufwendigen Recherchearbeit mit. Zu Wort kommen Regisseure und Moderatoren amerikanischer Gameshows, Psychiater, Anthropologen und Paranoiker verschiedenster Couleur. Szenen aus Spielshows und Filmdokumenten ergänzen die Arbeit.
Der Film kam am 21. April 2016 in die deutschen Kinos und wurde am 6. März 2017 bei ARTE ausgestrahlt.

## Inhalt
„Es beginnt in einem Labor, und endet in einem Sanatorium“
Mit diesen Worten beginnt Lutz Dammbecks 164-minütiges Doku-Epos. Ausgangspunkt für den Dokumentarfilm war eine Aussage des Fernsehentertainers Joachim Fuchsberger in einem Interview bei Anne Will aus dem Jahre 2004. Dort erzählte der Showmaster, dass die Spiele aus seiner ab 1960 ausgestrahlten Spielshow „Nur nicht nervös werden“ aus der Psychiatrie stammten. Auf die Frage: „und wieviele Patienten haben dir da zugeschaut?“, kam prompt die Antwort: „Eine verrückte, eine psychisch gestörte Nation“.
Das weckte in dem Filmemacher Lutz Dammbeck die Neugier und er wollte wissen, was es damit auf sich hat. Auf der Suche nach einer Antwort entstand nach zehnjähriger Recherche- und Filmarbeit der abendfüllende Dokumentarfilm „Overgames“.
Der Film vereint drei Erzählstränge:
1. Gameshows und Psychologie:
Anhand Joachim Fuchsbergers Gewitzel über die deutsche Nation geht er der Frage nach, welche Behandlungsmethoden aus der Psychiatrie als Spiele in die Unterhaltungsshows einflossen. Worin besteht das Geheimnis einer erfolgreichen Spielshow und was bewegt Menschen dazu, daran teilzunehmen?
2. Re-Education:
Hier befasst sich Dammbeck mit der Ideengeschichte des Entnazifizierungs- und Umerziehungsprogramms der Alliierten in Westdeutschland. Hierbei rückt er die Soziologin und Begriffsschöpferin Margaret Mead und den Psychiater Richard M. Brickner ins Licht. Unter den Eindrücken eines Deutschlandbesuchs im Jahr 1935 attestierte dieser dem deutschen Volkscharakter Paranoia und einen kollektiven Wahn. Die als unheilbar geltende Paranoia, die Brickner auf kollektiver Ebene im preußischen Junker verkörpert sieht, stellt er in seinem 1943 erschienenen Buch Is Germany incurable den von Mead skizzierten Riten der balinesischen Ureinwohner gegenüber. Mit dieser These konnten Mead und Brickner den Zuspruch Max Horkheimers und finanzielle Unterstützung beim US-Außenministerium gewinnen und die Grundlage des Begriffs Re-Education festigen.
Weiter gesponnen, geht Dammbeck der Idee der Nutzung Deutschlands als Versuchslabor für die marktgetriebene und moderne Umsetzung der permanenten Revolution nach.
3. Die Ideengeschichte der Permanenten Revolution:
Der dritte und ausführlichste Erzählstrang geht der Ideengeschichte der Permanenten Revolution nach. Allerdings abweichend von Leo Trotzkis Vorstellungen im Sinne des New American Way of Life. Sie steht für eine Revolution, die mit Hilfe von neuen Wissenschaften wie Kybernetik, Systemtheorie und Gentechnik eine technisch erdachte neue Natur erzeugen soll. In ihr geht es um die stetige Verbesserung des Menschen in einer Gesellschaft von Gleichen. Die Idee begann bereits vor über 300 Jahren als „Glorious Revolution“ in England, setzte ihren Weg in Frankreich fort und schwappte hinüber in die Vereinigten Staaten. Dort wurde sie in den amerikanischen Laboren erforscht und als Teil der Neuen Weltordnung weiterentwickelt. Im Zentrum dieser andauernden Weltbild-Revolution steht wiederum die bunte Medienwelt, die Gier nach Reichtum und die Auflösung der bisherigen Wertesysteme. Dafür müssen die Menschen entwurzelt werden und ihre alten Kulturerrungenschaften und Religionen aufgeben. Erkenntnisse aus der Forschung dienen der Umerziehung und Anpassung durch Selbst-Re-Education. Abweichende Elemente, die nicht in dieses System von Freiheit, Demokratie und Kapitalismus passen, müssen umgemodelt, therapiert und integriert werden. Aus diesem Kontext heraus ergründet Lutz Dammbeck die Auswirkung auf die heutige Gesellschaft und sieht darin eine dystopische Zukunftsentwicklung.
Die verschiedenen Erzählstränge sind ineinander verwoben und sollen so eine Verknüpfung zwischen den einzelnen Themenbereichen geben. Als Brücke dienen Zitate aus der Literatur. Der Zuschauer begleitet den Filmemacher zu den verschiedenen Schauplätzen seiner Recherche und blickt ihm dabei über die Schulter. Die Reise führt zu amerikanischen Showbizgrößen, namhaften Psychologen und Anthropologen und in die Archive von Museen und Privatsammlungen. Mediendokumente aus Spielshows, Forschung, sowie Dokumentar- und Spielfilmen ergänzen die Themen. Witzige, spannende und erschreckende Szenen wechseln sich ab. Das Ränkespiel aus Medien, Macht, Militär und Wissenschaft zeichnet die Abgründe der Permanenten Revolution auf.

## Kritik
Overgames hat für einen Dokumentarfilm einen sehr unkonventionellen Erzählstil. Der Aufhänger Spielshow wird überlagert von der Ideengeschichte der Permanenten Revolution. Sie wurde bereits im Vorgängerfilm Das Netz angesprochen. Mit einem Kunstgriff wird das Thema der Kybernetik in die bunte Welt der TV-Shows verpackt und verbindet es mit der Geschichte der Psychiatrie und dem Re-Education-Programm im Nachkriegsdeutschland. Daraus entwickelt sich ein zusammengewürfeltes Potpourri einer sozialgeschichtlichen Psychologiestudie mit Literaturzitaten von Franz Kafka, Michel Lepeletier, Werner Altendorf, Günther Anders und Stephen Greenblatt und ein wenig schrulligen Interviewpartnern. Um die subjektive Perspektive zu betonen, werden Filmausschnitte teilweise auf Laptop und Videokamerabildschirm abgespielt. Die Dokumente aus den Archiven werden von Hand in die Kamera gehalten. Die angesprochenen Themenbereiche sind sachlich recherchiert und belegbar. Lutz Dammbecks Überlegungen verdeutlichen, welchen Einfluss politische Entscheidungen der Vergangenheit auf unser heutiges Leben haben. Manchmal lässt er jedoch die Antworten darauf offen, um nicht in Spekulationen abzudriften. Vielmehr erscheint der Wunsch, in einer für verrückt erklärten Welt der heiteren und ernsten Spiele, den Zuschauer zum Selbst-Nachdenken anzuregen.

## Auszeichnungen
Der Film wurde 2015 mit dem Dokumentarfilmpreis des Goethe-Institutes ausgezeichnet.

## Sonstiges
Mit über zweieinhalb Stunden Laufzeit und aufgrund des Themas war es durchaus fraglich, ob dieser Essay-Dokumentarfilm überhaupt im öffentlich-rechtlichen Fernsehprogramm gesendet werden konnte. Das Projekt wurde zunächst von allen Redaktionen abgelehnt. Bei ARTE erkannte man jedoch den künstlerischen Mehrwert und finanzierte zusammen mit dem WDR und RBB den Film. Nach der Ausstrahlung bei ARTE am 6. März 2017 erschien dort Overgames als DVD mit zahlreichen Zusatzmaterial und Extras.